# Jean Dominique Aubiné
Jean Dominique Aubiné, né à Ajaccio le 25 septembre 1888 et mort le 18 septembre 1977 à Caracas (Venezuela), est un peintre et un sculpteur français, lauréat du prix de Rome de sculpture en 1922.

## Biographie
Jean Dominique Aubiné est né à Ajaccio où son père est négociant.
En 1905, la famille s’installe à Marseille et Jean-Dominique entre à l’école des beaux-arts où il commence des études d’architecture. Peu de temps après, il s’oriente vers la peinture et la sculpture. Vers 1910, son père quitte Marseille avec sa famille pour occuper un poste au siège d’une compagnie d’assurances à Paris.
Admis à l’école nationale supérieure des beaux-arts de Paris, dans la section sculpture, le 7 mai 1907, il est l’élève de Jules Coutan, il s’oriente également vers la peinture et il a comme professeur Alphonse Moutte.
Récompensé par plusieurs prix et médailles notamment au Salon des artistes français de 1914 où il obtient une mention honorable avec une statue en plâtre, Bacchante, il devient, cette même année, cinquième logiste pour le concours du Prix de Rome de sculpture.
La guerre interrompit ses études. Mobilisé au 2e régiment d’artillerie de montagne et il ne les reprit qu’en 1919. L’Académie de Rome lui décerne, cette année-là, le deuxième second grand prix de Rome de sculpture .
Jean Dominique Aubiné concourt encore trois fois et c’est en 1922 qu’il fut consacré par l’obtention du premier prix avec une sculpture représentant Saint-Christophe. Il séjourne à la Villa Médicis entre 1923 et 1926.
En 1931, il se marie à une vénézuélienne et s’installe  à Ajaccio où naissent ses deux fils. Il réside au Venezuela entre  1937 et 1946 en raison de la guerre. Après un retour de quelques années à Paris et en Corse, il se retire définitivement à Caracas.
La part la plus importante de ses œuvres se trouve dans son pays d’adoption, entre autres, un groupe de chevaux pour la nouvelle école militaire de Caracas réalisé en 1947 dans son atelier parisien, la statue du monument équestre du général  Florencio O'Léary, (grande figure de l’indépendance du Venezuela) datée de 1949, la statue du général Francisco de Miranda, en 1951, la statue du monument équestre de Simón Bolívar offerte par le gouvernement du Venezuela à la république d’Haïti.
Il est mort le 18 septembre 1977 à Caracas.

## Œuvres
- Saint-Christophe, statue en plâtre en ronde bosse avec laquelle l’artiste obtint, en 1922, le premier prix de Rome ; le saint est représenté au moment où, abordant épuisé sur l'autre rive du fleuve, il interroge l'enfant qu'il vient de transporter et où celui-ci lui révèle qui il est ;  elle est déposée à l’École nationale des beaux-arts de Paris[2].
- Homme et cheval, œuvre en fonte de fer réalisée par la fonderie Durenne.
- Monument aux morts d’Ajaccio, inauguré le 26 mai 1926, il est l’œuvre de Jean Dominique Aubine : la statue représente une femme corse, meurtrie mais résignée, baisant la main de son fils mourant qui exhale dans son dernier soupir, le cri de « Vive la France »[3],[4].
- Buste de Sylvestre Marcaggi, la ville d’Ajaccio, décidée de rendre hommage au lieutenant de vaisseau Sylvestre Marcaggi [5], commanda à J-D. Aubine un buste qui est orne un jardinet, à l’angle du boulevard Sylvestre Marcaggi ; il a été inauguré le 7 février 1926 [6].
- Statue dans la prairie[7].
- Statue d’Emmanuel Arène, en 1914, un comité fut constitué pour l’érection, à Ajaccio, d’une statue en mémoire du sénateur Emmanuel Arène, décédé en 1908. L’exécution en fut confiée à Aubiné. A-t-elle vu le jour[8]?